# Bun de tip club
Bunurile de tip club sunt bunuri economice clasificate uneori ca o subcategorie a bunurilor publice, care sunt exclusibile și nu se află în relație de rivalitate – cel puțin pâna la momentul în care apare o congestie.
Exemple de bunuri de tip club: cursuri private de golf, filmul de la cinematograf, televiziunea prin cablu și alte servicii puse la dispoziție membrilor de către cluburi sau asociații sociale sau religioase.